# IC 2574
IC 2574 ist eine Balkenspiralgalaxie vom Hubble-Typ SAB(s)m im Sternbild Großer Bär. Sie ist schätzungsweise 11 Millionen Lichtjahre von der Milchstraße entfernt, hat einen Durchmesser von etwa 45.000 Lj und gehört zur M81-Galaxiengruppe. 
Das Objekt wurde am 17. April 1898 von dem US-amerikanischen Astronomen Edwin Foster Coddington entdeckt.